# Hötzelsroda
Hötzelsoda is een dorp in de Duitse gemeente Eisenach in  Thüringen. De naam komt al voor in een oorkonde uit 1143. In 1994 werd het dorp samengevoegd met de stad Eisenach.